# Liste in Israel vorhandener Dampflokomotiven
Dies ist eine Liste erhaltener Dampflokomotiven auf dem Gebiet von Israel.

## Normalspurlokomotiven
| Foto | Nummer oder Name      | Bauart / Achsfolge | Hersteller    | Fabrik- nr. | Baujahr | Historie                                   | Eigentümer / Betreiber / Strecke | Standort                            | Bemerkungen |
| ---- | --------------------- | ------------------ | ------------- | ----------- | ------- | ------------------------------------------ | -------------------------------- | ----------------------------------- | --- |
|      | Israel Railways 70414 | 1’D h2             | North British | 24641       | 1940    | TCDD 45166 → Israel Railways 70414         |                                  | Beʾer Scheva (Osmanischer Bahnhof)  | Aus der Türkei über Großbritannien nach Israel importiert. Die Lokomotive trägt die (nicht korrekte) Nummer 70414 – diese war die bekannteste Dampflokomotive der Israel Railway dieser Baureihe |
|      | Palestine Railways 62 | 1'C                | North British | 24221       | 1935    | Palestine Railways 62 → Israel Railways 62 | Israelisches Eisenbahnmuseum     | Haifa, Israelisches Eisenbahnmuseum | Nur Tender |

## Schmalspurlokomotiven 600 mm
| Foto | Nummer oder Name | Bauart / Achsfolge | Hersteller | Fabrik- nr. | Baujahr | Historie | Eigentümer / Betreiber / Strecke | Standort      | Bemerkungen                                           |
| ---- | ---------------- | ------------------ | ---------- | ----------- | ------- | -------- | -------------------------------- | ------------- | ----------------------------------------------------- |
|      | 353 PEC H7       | 2’C t              | Hunslet    | 1265        | 1917    |          |                                  | Kibuz Gescher | Genaue Herkunft der Lokomotive ist noch nicht geklärt |

## Schmalspurlokomotiven 1050 mm
| Foto | Nummer oder Name | Bauart / Achsfolge | Hersteller    | Fabrik-nr. | Baujahr | Historie                         | Eigentümer / Betreiber / Strecke | Standort                            | Bemerkungen                                                  |
| ---- | ---------------- | ------------------ | ------------- | ---------- | ------- | -------------------------------- | -------------------------------- | ----------------------------------- | ------------------------------------------------------------ |
|      | 10               | C n2t              | Krauss-Maffei | 4723       | 1902    | Hedschasbahn 5 → Hedschasbahn 10 | Israelisches Eisenbahnmuseum     | Haifa, Israelisches Eisenbahnmuseum | Einzige in Israel erhaltene Dampflokomotive der Hedschasbahn |

## Dampflokähnliche Replikate
| Foto | Nummer oder Name | Bauart / Achsfolge | Hersteller | Fabrik- nr. | Baujahr | Historie | Eigentümer / Betreiber / Strecke | Standort       | Bemerkungen                                         |
| ---- | ---------------- | ------------------ | ---------- | ----------- | ------- | -------- | -------------------------------- | -------------- | --------------------------------------------------- |
|      | JAFFA            | 1’C n2             |            |             |         |          |                                  | Lod            | hölzernes Replikat                                  |
|      |                  |                    |            |             |         |          |                                  | Afula, Bahnhof | keine Dampflokomotive. Nur symbolische Darstellung. |